# مناضل نوفل
مناضل نوفل ممثل أداء صوتي أردني ولد في الكويت [بحاجة لمصدر] وسافر لمصر لإكمال دراسته لكنه عاد إلى الكويت بعد أن إلتقى بمدير المعهد العالي للفنون المسرحية ودرس هناك في المعهد،[بحاجة لمصدر] وعمل بالدبلجة في العديد من أفلام ومسلسلات الرسوم المتحركة .

## من أعماله
- نصف بطل
- مغامرات سميد
- ماروكو الصغيره
- روبوتان
- كأس العالم
- الشجرة الطيبة[بحاجة لمصدر]
- الدببة الطائرة[بحاجة لمصدر]

## روابط خارجية
- مناضل نوفل على موقع قاعدة بيانات الأفلام العربية